# Nezdenice
Nezdenice jsou obec v okrese Uherské Hradiště ve Zlínském kraji. Leží v jihovýchodním cípu moravského Slovácka na pomezí Bílých Karpat a Vizovické vrchoviny. Rozkládají se na obou březích středního toku dolní Olšavy, podél silnice II/495. Leží osm kilometrů východně od města Uherský Brod. Žije zde 711 obyvatel.
První písemná zmínka o Nezdenicích pochází z 3. června 1374, avšak někteří topografové se domnívají, že jejich založení spadá do období 11. až 12. století. Jelikož vesnice po značnou část historie ležela na sporném území českého a uherského státu, stala se cílem častých útoků vojáků obou znepřátelených stran a její obyvatelé velmi trpce pociťovali tíhu mnoha válečných konfliktů. Nicméně i přes tuto nepřízeň prošla několika důležitými etapami rozvoje a dnes je plnohodnotně vybavena jak v oblastech občanských a sociálních, tak v odvětvích kultury, sportu a relaxace. V průběhu let v Nezdenicích zanikly mnohé ze slováckých zvyklostí a obyčejů (kroj, nezdenská svatba, tradice smrtné neděle aj.), jež nahradila zábava modernějšího koloritu, přesto nedílnou součástí dění zůstávají některé křesťanské a zejména pak fašankové tradice.

## Název
Název vesnice byl odvozen od osobního jména Nezden (jehož základem bylo sloveso sděti (zděti) - "složit, založit"). Výchozí tvar Nezdenici byl pojmenováním obyvatel vsi a znamenal "Nezdenovi lidé".

## Historie

### Do roku 1900

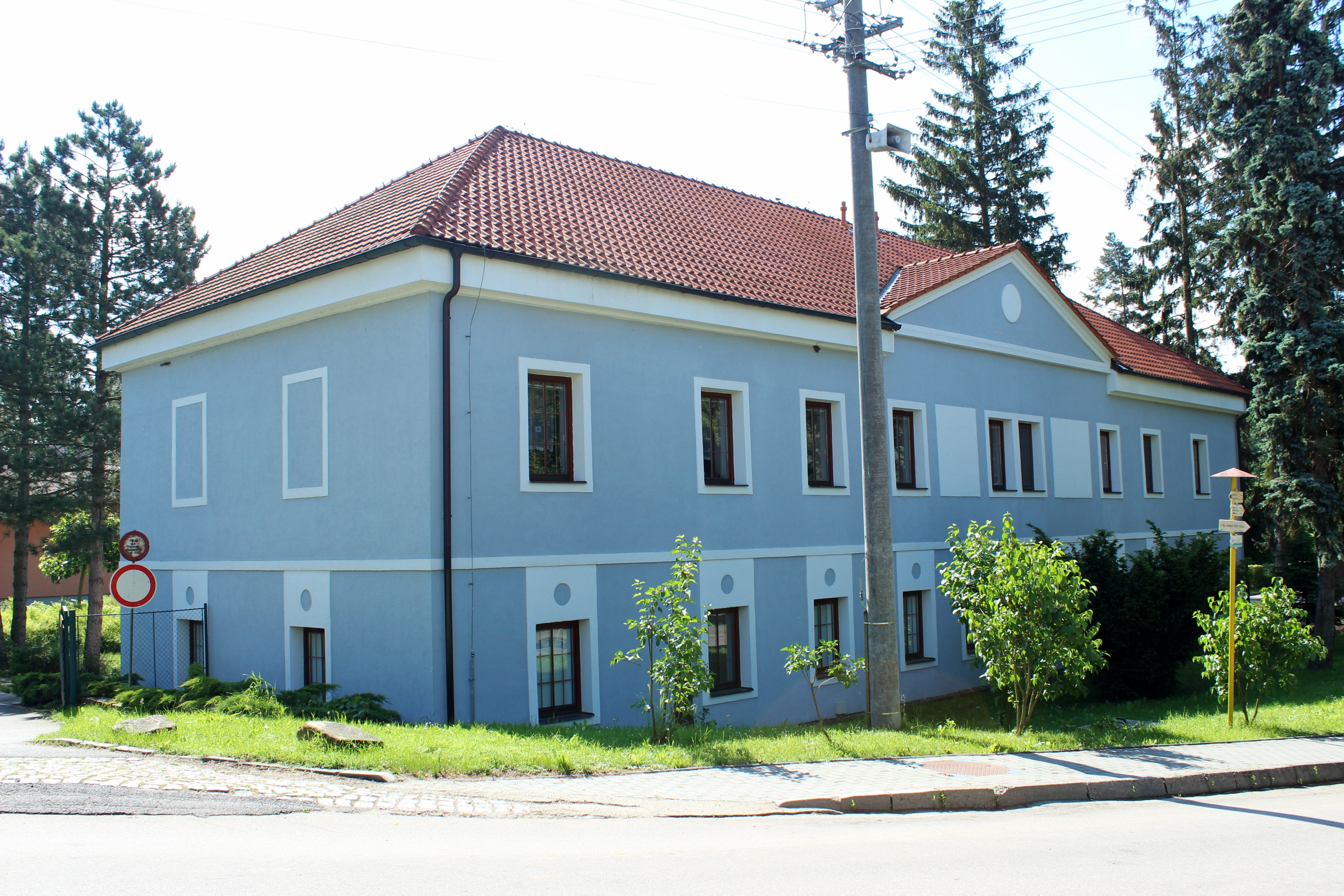
Zrekonstruovaná budova empírového zámečku, jež je dnes součástí objektu domova pro seniory

Obec poprvé vstoupila na historickou scénu 3. června 1374 zápisem do půhonních knih v Olomouci, kde Oneš z Nezdenic (Onssonem de Nezdenicz) pohání před soud Hereše z Krahovce pro dlužných 12 hřiven pražských grošů. K témuž roku se vztahuje zápis v zemských deskách (in villa Nezdenicz). Nejstarší znalosti o osídlení krajiny před tímto datem pochází převážně z vykopávek pořízených v nedaleké bojkovské cihelně z období asi 50 000 let př. n. l. První drobné sídliště na katastru dnešní obce založili Keltové již v době železné. Podstatnou část středověku tvořila země podél řeky Olšavy sporné území o něž usilovali Čechové i Uhři a krajina v okolí vesnice byla opakovaně pustošena oběma stranami. Roku 1108 se zde odehrála krvavá srážka mezi českým knížetem Svatoplukem a uherským králem Kolomanem, za níž byl nezdenský kraj velmi krutě vyplundrován Maďary. Někde v okolních lesích prý při pronásledování nepřítele kníže Svatopluk přišel o oko. Je tedy pravděpodobné, že Olšava tvořila v letech 1030–1241 severní hranici neutrálního pásma mezi Uhrami a Moravou a zároveň byla příčinou rozdělení vesnice na dvě samostatné části. Nezdenice uherské, stojící na levém břehu řeky směrem na Bánov a Nezdenice moravské. Definitivně byly obě části připojeny k Moravě na sklonku 13. století. Z prvních historických zpráv víme, že na přelomu 14. a 15. století tvořilo Nezdenice několik dvorů (hovoří se až o sedmi), jež tvořily tzv. lenní či manské svobodné statky. Zdokumentované jsou také první zmínky o nezdenské tvrzi, na níž někteří drobní majitelé střídavě sídlili. Z roku 1392 se dochoval první písemný pramen informující o tom, že vesnice disponuje farním kostelem. Za husitských válek obyvatelstvo zřejmě podporovalo učení Jana Husa, neboť pan Oneš z Lipiny a na Nezdenicích, spolu s dalšími okolními šlechtici (Mikuláš z Přečkovic, Petr ze Zahorovic), patřili mezi 452 českých pánů, kteří zaslali stížný list do Kostnice. Po vybudování hradu Nového Světlova v roce 1480 se Nezdenice, spolu s dalšími pětadvaceti vesnicemi, dostaly pod jeho správní moc a majitelé hradu projevili zájem i o získání nezdenského statku.

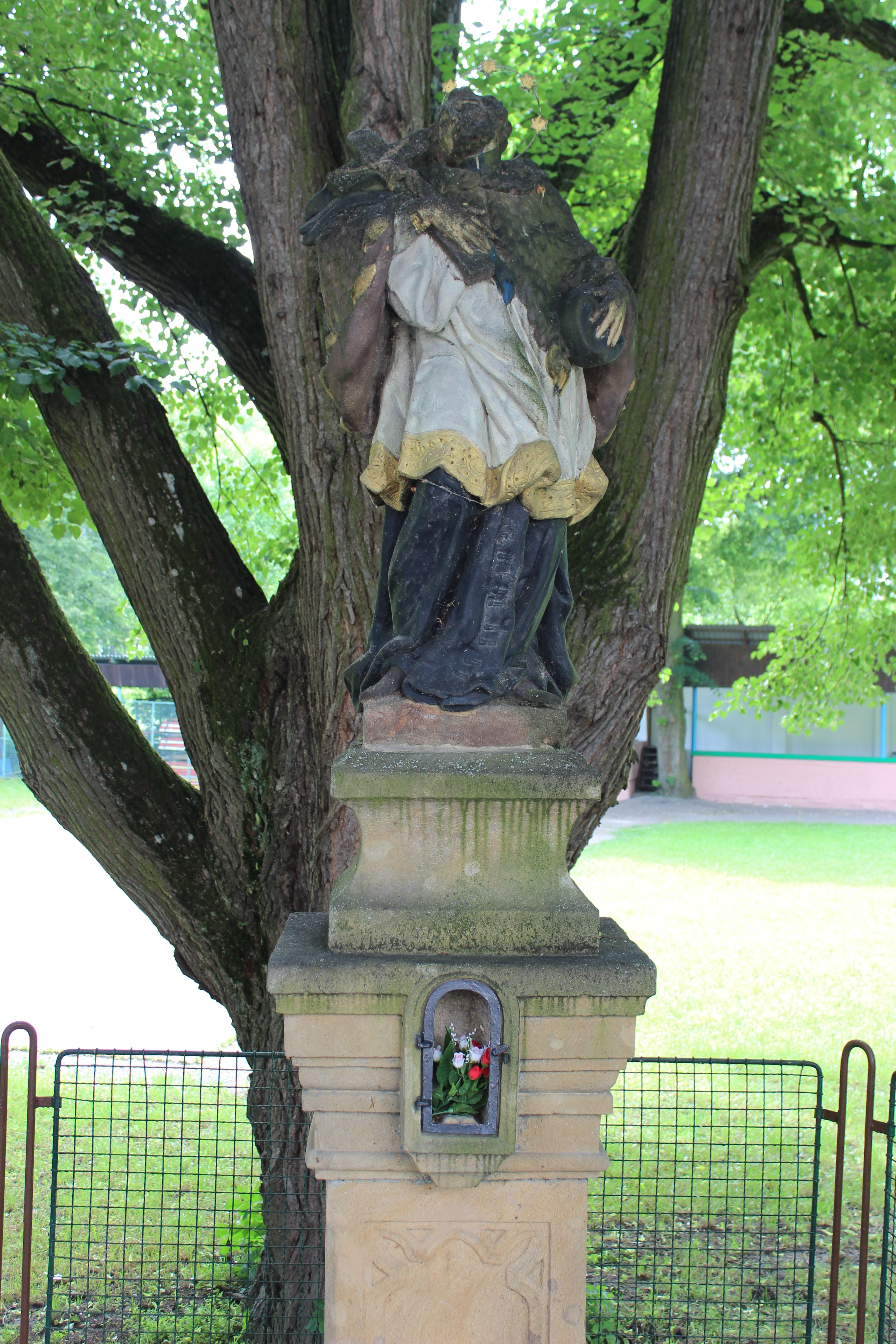
Socha svatého Jana Nepomuckého umístěná naproti budově nezdenského zámečku

1. května, 25. července a 3. srpna 1605 byla vesnice napadena uherskými Bočkajovci, přičemž byla vydrancována a vypálena. Další katastrofy tohoto druhu ji postihly za třicetileté války v letech 1620, 1628 a 1643. 16. října 1663 byly Nezdenice spolu s dalšími okolními obcemi pro změnu vypáleny turecko-tatarským vojskem, jež toho roku vpadlo na Moravu. Vpádem Kuruků byla vesnice postižena dále 27. března 1704 a v březnu 1707 ji přepadli uherští povstalečtí vojáci. Toho roku byl k boji proti Uhrům Nezdenicím vyslán na pomoc oddíl hajduků a portášů ze Světlova, avšak ani ti již nestačili zabránit ztrátám na obyvatelstvu. Od roku 1683 obec disponovala vlastním pečetidlem, na němž byli vyobrazeni patroni kostela sv. Petr a Pavel. Za první slezské války bylo z Nezdenic odvedeno množství mužů, za něž Prusové požadovali výkupné 100–200 zlatých, což byla na tehdejší dobu pro sedláka cena neúnosná. V roce 1716 zemřelo mnoho místních obyvatel v důsledku černého moru. 30. září 1740 byly Nezdenice se sousedními Rudicemi prodány jejich majitelkou Eleonorou z Mankvitzbrugu za 40 000 rýnských a 40 dukátů pánům z Kounic-Rietbergu. Říšský kancléř hrabě Václav Antonín z Kounic-Rietbergu nabídl místním obyvatelům, aby se vyplatili z roboty a panské statky si koupili a rozdělili. V roce 1812 bylo kvůli předcházející epidemii tyfu[nepřesný odkaz] a úplavice poprvé nařízeno očkování dětí. Dítě, které nebylo očkováno a zemřelo, nebylo církevně pochováno pro neposlušnost rodičů k vrchnosti. V roce 1815 koupil Nezdenice za sumu 148 000 zlatých brněnský velkoobchodník Jan, rytíř z Herringu. Ten je o devět let později prodal za částku 65 000 konvenční měny Alexandru, hraběti Mattelovi, jenž byl po své smrti pohřben v hrobce místního kostela. Mezi další držitele pak patřili Jan a Tobiáš Pauspertlové z Drachenthalu a majitelka zámku Nového Světlova Jindřiška, hraběnka Larisách-Mönnichová. Až do parcelace pak byla obec součástí velkostatku světlovského.
V letech 1831, 1836 a 1848 se do Nezdenic vrátila cholera v takové míře, že lidé byli z nedostatku hrobařů pochovávání do šachet a zaléváni hašeným vápnem. V roce 1861 zde pro změnu vypukl velmi rozsáhlý požár, jemuž podlehlo 40 ze 76 obytných domů. Kvůli této události úřad v obci zastavil provoz kovářské živnosti. Počátkem srpna 1888 byl zahájen provoz Vlárské dráhy (trať Brno – Trenčianská Teplá). Nejprve přes vesnici jezdily pouze vlaky nákladní, osobní doprava byla zahájena teprve v měsíci říjnu. Téhož roku byl v obci zřízen i poštovní úřad, jehož vedoucím byl ustanoven místní hostinský.

### 20. století

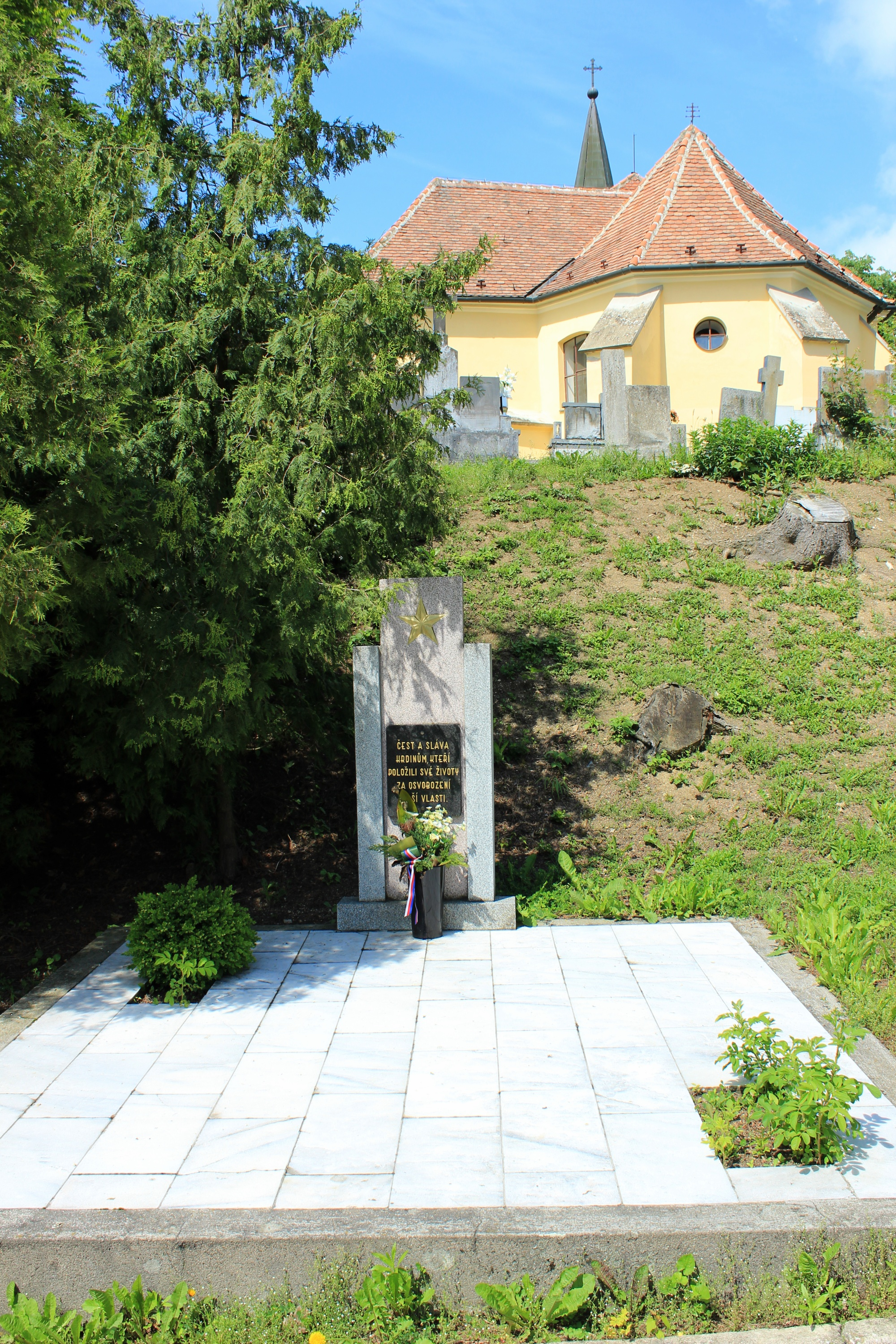
Památník osvoboditelům ČSR. Původně zde byl pochován ruský vojín jménem Boturin a dva příslušníci rumunské armády - Ion Lefler a Omer Rasim. V 80. letech 20. století byla jejich těla exhumována a převezena na vojenská pohřebiště do Hodonína (Rus) a Brna (oba Rumuni)

6. září 1910 postihla Nezdenice jedna z největších povodní v historii, při níž se voda dostala až do úrovně kolejí. Zbořila několik domů a napáchala velké škody na domácím zvířectvu. V ulici U mlýna bylo z důvodů předcházení podobným událostem zakázáno stavět a postiženým lidem byly vykázány parcely výš na svahu levé části obce. Tímto způsobem vznikla nová ulice, dnes vedoucí ke kyselce, koupališti a sjezdovce. Další, méně ničivé povodně, přišly v roce 1911 a 1919, což přinutilo zemskou správu, aby řeku Olšavu zregulovala alespoň v samotné vesnici. V roce 1912 byl v Nezdenicích otevřen první andezitový lom. Materiál z něj byl používán většinou na mostní kvádry, silniční kámen na dlažbu, stavební kámen na zpevňování břehů atd. Těžba v kamenolomu byla zastavena v listopadu 1965, neboť jeho velkou část zatopila spodní voda. Druhý lom v Nadějovně byl otevřen v roce 1951 a kámen, jenž se zde vytěžil, byl zpracováván přímo v drtičce kamenolomu a používán jako silniční štěrk. Uzavřen byl v roce 1971.
21. května 1924 udeřil v Nezdenicích blesk dvakrát do kostelní věže. První blesk odřel jen omítku a svezl se po silném dubovém trámu do věže. Druhý blesk zabil kostelníka, jenž právě vstoupil do zvonice odzvoniti večerní klekání. Blesk přeskočil pak do skupiny malých účastníků májové pobožnosti a zabil studenta Ant. Chytrého. Asi deset žáků, hochů i děvčátek zůstalo v bezvědomí na chrámové dlažbě, podařilo se však je vzkřísiti. Utrpěli popáleniny, někteří ochrnutí zraku a mnozí zraněni byli pádem na dlažbu.“
V letech 1923–1925 byla v Nezdenicích provedena parcelace statku, odvodňování a scelování pozemků. Většina rolníků a domkářů však nebyla spokojena, neboť za dobré a kamení prosté pozemky získali jiné, většinou horší bonity.
V závěru druhé světové války bylo osvobození vesnice součástí bratislavsko-brněnské operace. V jejím rámci se obec stala 15. dubna 1945 terčem leteckého bombardování (dopadlo zde 30 pum) a posléze cílem dělostřeleckého odstřelování spojenců, jež trvalo od 26. do 29. dubna. Vlastní boj o vesnici vyvrcholil následujícího dne, kdy ruští a rumunští vojáci podnikli proti pevným německým pozicím soustředěný palebný a posléze i pěchotní útok. Na katastru obce v průběhu bojů padl jeden ruský a dva rumunští vojáci (některé zdroje uvádí dalších pět neznámých rumunských vojáků). Celkové válečné škody dosáhly částky 768 000 korun, z čehož činily škody na soukromém majetku 695 000 korun. V letech 1938–1945 padlo, bylo popraveno nebo v důsledku bojových operací zemřelo 14 nezdenských občanů.
V období po válce a únoru 1948 se obecní dění soustředilo především v oblasti rozvoje a zvyšování zemědělské výroby. V 70. letech to pak byly stavební úpravy, zejména výstavba inženýrských sítí, rozšíření hřbitova, oprava ulic a stavba koupaliště. V 80. letech byla v rámci akce Z dokončena budova pošty a služeb a pohostinství s přísálím. Stavební práce pokračovaly i v oblasti zlepšování kvality životního prostředí. Ve stejném trendu se odvíjelo dění v obci i po listopadu 1989.

## Obyvatelstvo
| Rok            | 1869 | 1880 | 1890 | 1900 | 1910 | 1921 | 1930 | 1950 | 1961 | 1970 | 1980 | 1991 | 2001 | 2011 | 2021 |
| -------------- | ---- | ---- | ---- | ---- | ---- | ---- | ---- | ---- | ---- | ---- | ---- | ---- | ---- | ---- | ---- |
| Počet obyvatel | 494  | 533  | 555  | 628  | 631  | 643  | 698  | 650  | 756  | 729  | 731  | 765  | 758  | 764  | 760  |
| Počet domů     | 78   | 83   | 90   | 97   | 100  | 104  | 121  | 157  | 167  | 174  | 175  | 197  | 212  | 221  | 238  |

## Obecní správa

### Obecní symboly
Znak a vlajka byly obci uděleny rozhodnutím předsedy Poslanecké sněmovny Parlamentu České republiky dne 9. prosince 2002. Znak tvoří červeno-modrý štít dělený pošikem, v jehož středu je stříbrná polopostava rytíře v drátěné košili (osníři) s dalmatikou a hrncovou přilbou, jenž v pravé ruce třímá zlatý meč a v ruce levé napříč přes hruď drží klouby dolů červený gotický klíč. Barvy byly převzaty z erbu jednoho z posledních držitelů Nezdenic Jana Herringa z Frankensdorfu, postava rytíře pak připomíná pečeť Mikuláše z Nezdenic a Zicha z Nezdenic z roku 1465. Meč a klíč symbolizují patrony místního kostela svatého Petra a Pavla, kteří se objevují na obecní pečeti z roku 1683. Prapor, o poměru šířky k délce 2:3, je vyveden ve stejných barvách a obsahuje tytéž atributy jako znak obce. Autorem insignií je heraldik Miroslav Pavlů.

## Politika
Obec Nezdenice je součástí Zlínského kraje a okresu Uherského Hradiště. Ve volbách je voleno patnáct členů, z čehož pět tvoří obecní radu, další pak finanční a kontrolní výbor. Komunálních voleb v roce 2010 se účastnilo 66,67 % obyvatel, přičemž sdružení nezávislých kandidátů získalo 42,11 %, KSČM 29,41 % a KDU-ČSL 28,47 % hlasů.

### Členství ve sdruženích
Od roku 2003 jsou Nezdenice členem sdružení měst a obcí Mikroregion Bojkovsko, předmětem jehož činnosti je všestranný rozvoj mikroregionu, podpora rozvoje šetrného cestovního ruchu v oblasti, hospodářský rozvoj, zejména podpora drobného a středního podnikání, budování infrastruktury atd. Dále jsou součástí dobrovolného seskupení obcí, podnikatelů a neziskových organizací s názvem MAS Bojkovsko (Místní akční skupina), jehož náplní je podpora takových aktivit, které se vzájemně doplňují, šetří okolní přírodu a jsou tak větším přínosem pro region.

## Občanská vybavenost

### Dopravní obslužnost
Doprava do obce je zajišťována prostředky silniční a železniční sítě. Hlavní dopravní tepnu tvoří silnice II. třídy č. 495, která protíná severní části katastru a vede do obou nejbližších měst, Uherského Brodu a Bojkovic. Autobusové spoje zajišťuje dopravní společnost ČSAD BUS Uherské Hradiště a.s. Vesnice leží na železniční trati 341, která je součástí Vlárské dráhy směřující ke Starému Městu a Brnu, na opačnou stranu pak ke slovenským hranicím (cca 38 km). Nejbližším místem letecké dopravy je neveřejné mezinárodní letiště Kunovice, vzdálené necelých 29 km.

### Komunální objekty
Díky významnému rozvoji, probíhajícímu zejména v druhé polovině 20. století, vesnice v současnosti poskytuje velkou míru služeb v oblasti občanské, sociální i rekreační. 1. května 1960 zde byla slavnostně otevřena nová budova školy, kde se dnes vyučují žáci 1.–4. třídy a kde sídlí i mateřská školka. Celková rekonstrukce objektu proběhla v roce 1999. 16. září 1961 bylo v obci zprovozněno zdravotní středisko s praktickým a zubním lékařem, dnes disponující také lékárnou.

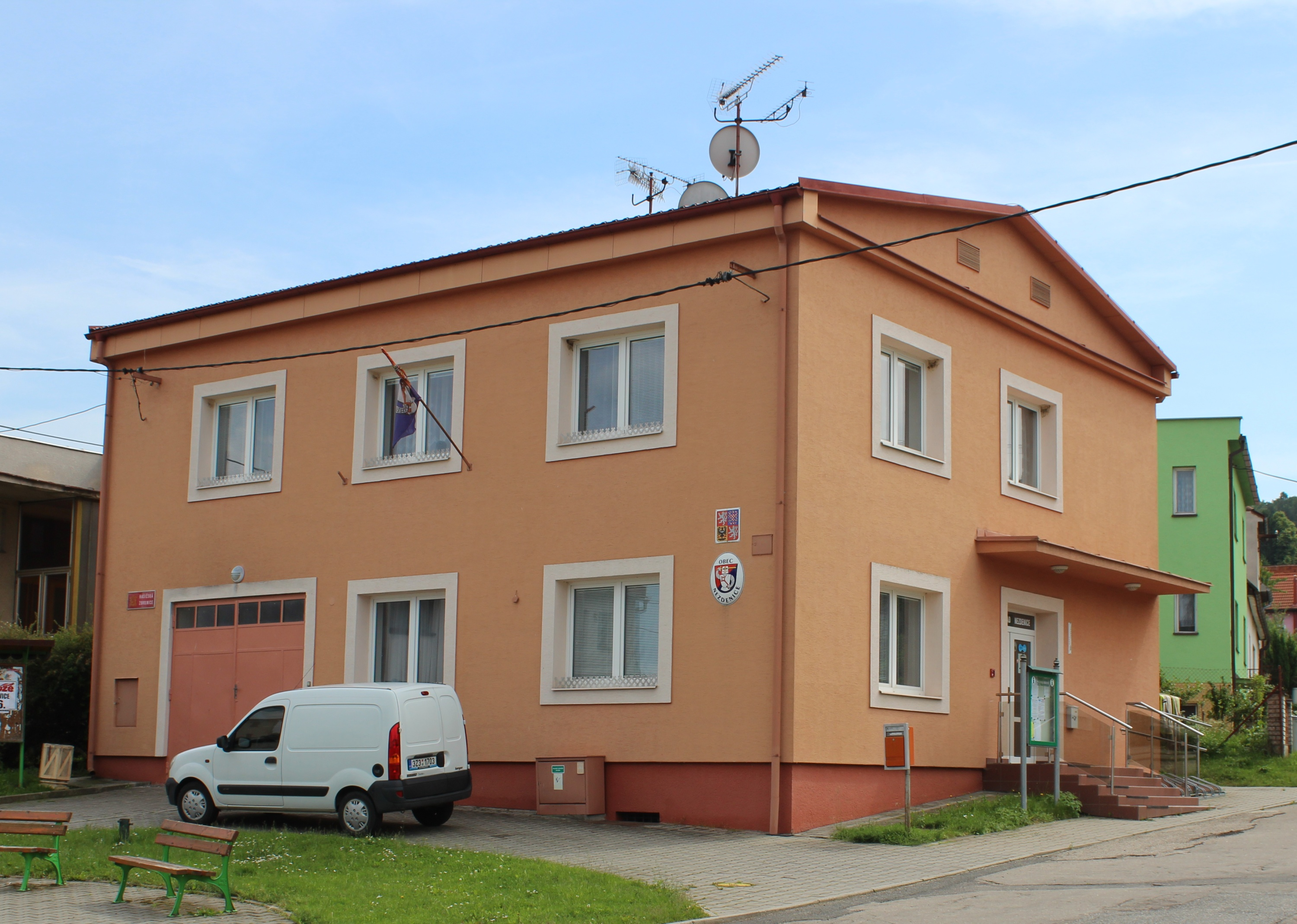
Budova nezdenského obecního úřadu, jehož součástí je i hasičská zbrojnice a knihovna

 V rámci sociální péče o seniory byl 2. listopadu 1987 v budově bývalého zámečku uveden do provozu domov důchodců pro 28 obyvatel. Další výstavbou, jež byla z větší části dokončena v roce 1983, se počet ubytovaných seniorů dostal k číslu 159. V 60. letech byla v obci vystavěna budova MNV, do níž byla umístěna požární zbrojnice, knihovna, čítárna a klubovna. V roce 1980 byla v sousedství domova důchodců, na pozemcích staré školy, dokončena výstavba tělocvičny, jejíž součástí je sauna a po kompletní přestavbě v letech 2006 až 2008 i posilovna a lezecká stěna. Dalším projektem, dokončeným v roce 1978, je venkovní koupaliště. Velikost centrálního bazénu umístěného v přírodním amfiteátru činí 15x33 metrů a ve své době měl sloužit i jako požární nádrž. Celé koupaliště je zásobováno vodou z blízkého zatopeného kamenolomu, jenž byl pro tento účel odborně vyčištěn. Rekonstrukce bazénů a návštěvnických prostor, jejíž náklady činily 942 000 Kč, proběhla v roce 2002. Dalším rekreačním objektem vybudovaným v sousedství koupaliště je lyžařská sjezdovka s 230 metrů dlouhým vlekem, umělým zasněžováním a osvětlením. Potřebám obyvatel dále slouží dva obchody a stejný počet hospodských zařízení, dům služeb se zlatnictvím, cukrárnou, kadeřnictvím a poštou, čalounictví, likérka, zámečnictví a kovovýroba, dva autoservisy, pneuservis a taneční sál s pódiem. Součástí obce je též obecní hřbitov na jehož pozemku byla v roce 1976 vybudovaná smuteční obřadní síň.

## Pamětihodnosti

### Nezdenská kyselka
První písemnou zprávu o nezdenské kyselce z pramene Pod Nadějovem podal roku 1585 moravský a zemský fyzik Tomáš Jordán z Klausenburku ve svém díle „Knijha o Wodách Hogitedlných neb Teplicech Morawských “. Podle jeho popisu prý prospívá lidem, kteří často vrhnou, pomůže při úplavici, střevních chorobách, chorobách jater a žloutence. Navíc uvádí výčet solí, jež voda obsahuje a všem připisuje značné léčebné účinky.
| „                             | Kámen v měchýři rozdrobí, tělo rozpálené v mírnost uvede, žízeň uhasí, rozpálený žaludek ochladí. Horečku snižuje, zimnici zahání, různé nemoci ženské hojí. Mýti se v ní mohou, vyschlí, avšak, aby příliš zahřeta nebyla, než v horkosti, aby mírnost zachována byla, též i souchotiví, neb dlouhou nemocí zemdlení, aby síly a masa zase nabyli. Tolikéž ti, kteří po všecké kůži svrab, kámen, pálivost moče mají a kteří nesnadně moč vypouští. Každý tedy bezpečně této vody užívati může. | “ |
| — Tomáš Jordán z Klausenburku | |   |

V 17.–18. století stávala u pramene s vysokým obsahem jódu a bromu lázeňská budova patřící Světlovskému panství a nemocní se v ní koupali ještě v roce 1887. Toho roku byla budova pro sešlost zbořena, avšak měděné potrubí zůstalo nadále zakopáno pod zemí. V roce 1912 měly být nad kyselkou v panském území otevřeny kamenné lomy. Obec obratem odepřela povolení k těžbě, jelikož panovala důvodná obava, že studánka kyselky bude buď úplně zničena nebo voda ztratí na jakosti. To nechtěli zástupci vesnice připustit, jelikož byla až na jednu výjimku jedinou studní, jež v zimě neztrácela vodu a obyvatelstvo z ní denně čerpalo. Těmto námitkám však nebylo na okresním hejtmanství v Uherském Brodě vyhověno. Nakonec byla ve třicátých letech 20. století nadějovská kyselka za sumu 80 000 korun neodborně svedena na jiné místo, nicméně podle předpokladů byl pramen značně znehodnocen. Navzdory těmto okolnostem nový rozbor prokázal, že nadále obsahuje pozoruhodné množství léčivých látek.
Dalším zdrojem jodové vody je tzv. Kořenskovská kyselka (název je odvozen od přezdívky vlastníka pozemku) a stejně jako nadějovský pramen obsahuje velké množství tělu prospěšných chemických látek (uhličitan sodnatý, jodid, bromid a boran sodný, boran sodnatý, uhličitan vápenatý i hořečnatý, chlorid draselný a množství kyseliny uhličité, polovázané i volné). V osmdesátých letech 19. století měl zřídlo v pronájmu exportér, jenž odtud vyvážel na 80 000 lahví ročně. Tyto kameninové nádoby (gugačky, kukačky) byly nabízeny především v Rakousku a Uhrách, zejména proti průduškovým, hrtanovým, žaludečním a střevním katarům.

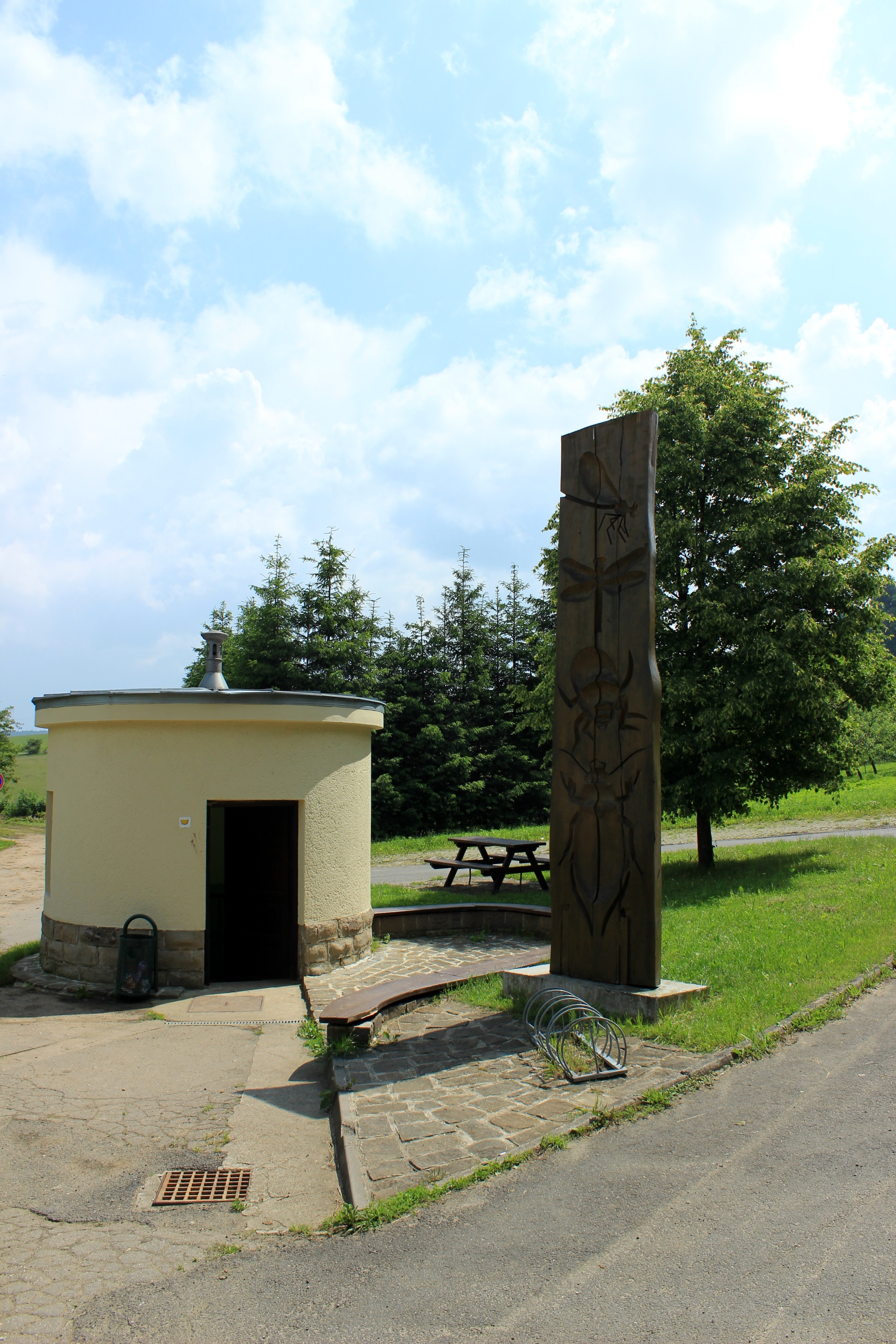
Budova nezdenské kyselky stojící několik metrů od koupaliště a lyžařské sjezdovky
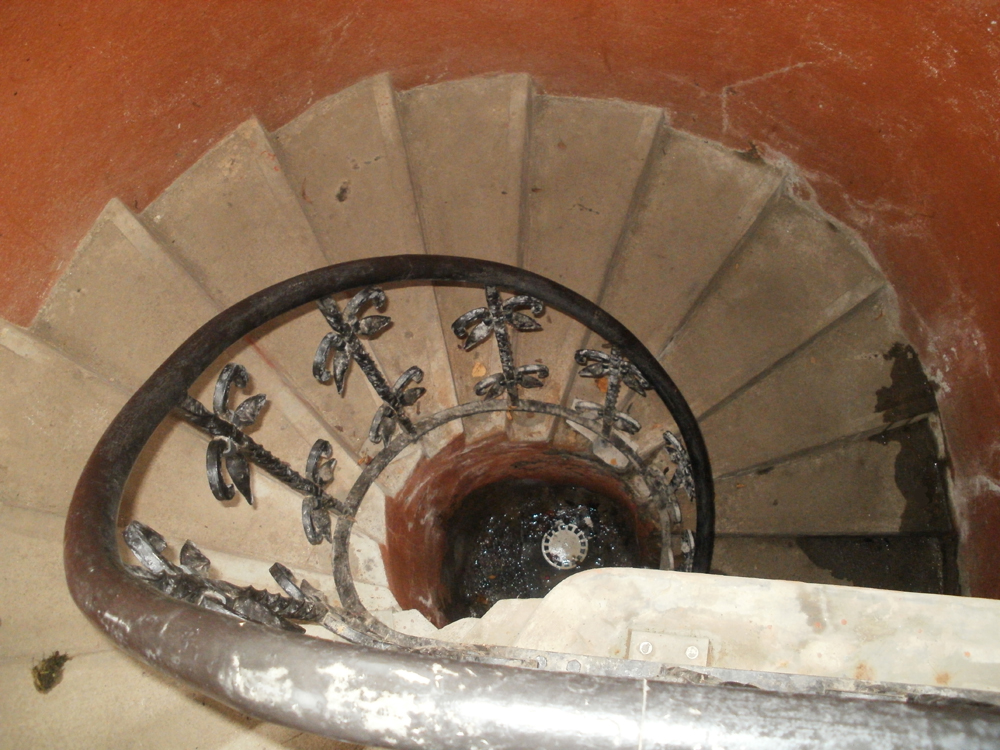
Schodiště vedoucí k prameni
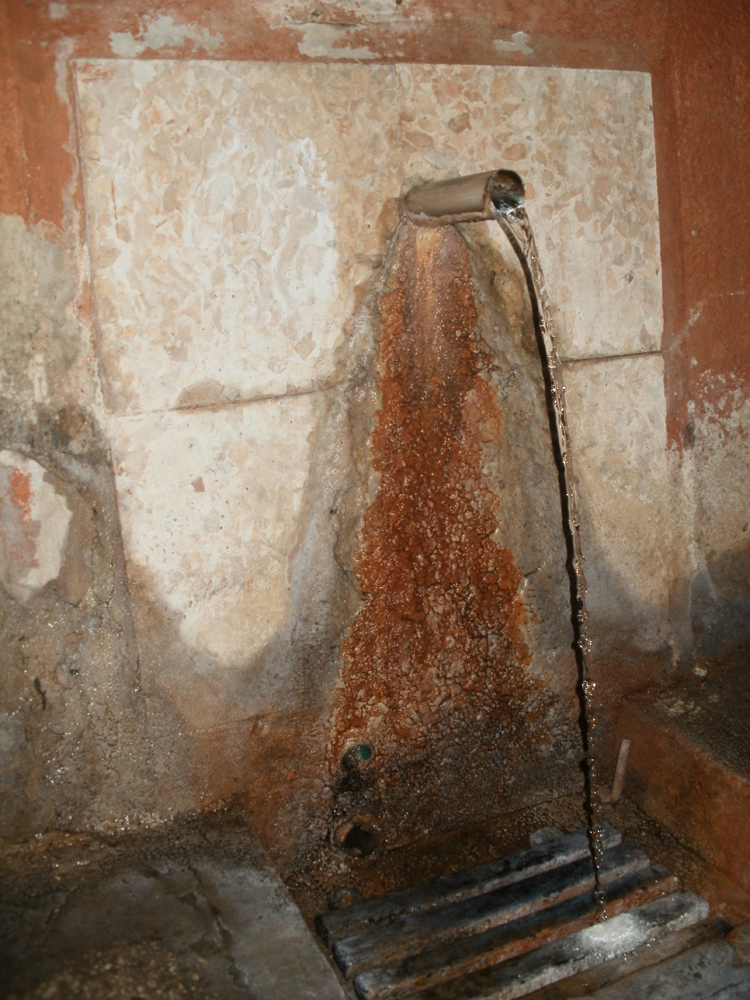
Pramen nezdenské kyselky. Na místech, jež přišla do kontaktu s vodou, je patrná silná vrstva usazených minerálů
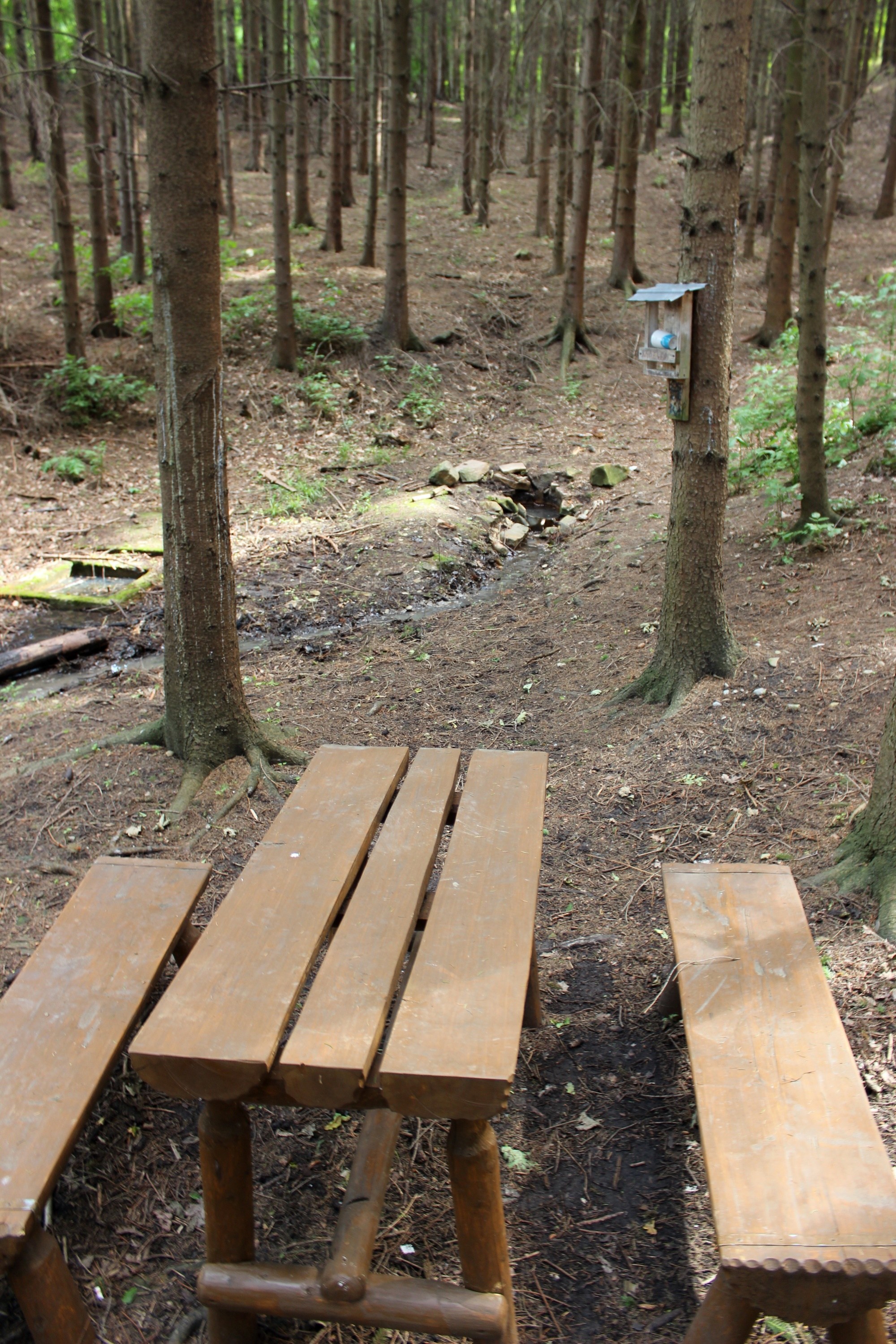
Pramen a okolí Kořenkovské kyselky

### Zámek
Na místě jednoduché jednopatrové zámecké budovy v empírovém slohu původně stávala tvrz ze 14. století, náležející místním vladykům z Nezdenic. Za válek Jiřího z Poděbrad a Matyáše Korvína byla pravděpodobně zpustošena, nicméně záhy byla opět obnovena. Jako existující objekt se připomíná ještě v roce 1637, kdy Nezdenice od evangelíka Fridricha Kalkreutera koupil Menhart Marisiany. V roce 1714 koupili Nezdenice Serenyiové, kteří tvrz ve 20. letech přebudovali v menší barokní zámek. Do empírového slohu byl přestavěn v letech 1820–1822 Janem Herringem. Roku 1925 zakoupili zámek bratři Spíškové, kteří jej zrekonstruovali (1926) a drželi až do února 1948. Zámek sloužil účelům MNV a Státního statku. Dnes je objekt majetkem obce a slouží jako jedna z budov komplexu domova pro seniory, jenž byl postaven v prostorách bývalého zámeckého parku.

### Kostel svatého Petra a Pavla
Jde o jednolodní orientovanou stavbu s polygonálním závěrem kněžiště a čtyřbokou věží nad průčelím. Kněžiště je členěno opěrnými pilíři, zaklenutou konchou s výsečemi a jedním polem válené klenby s vytaženými hřebínky. Loď kostela je plochostropá, podstřešní profilovaná římsa nese sedlovou střechu, nad závěrem zvalbenou.
Poprvé je kostel v archivních listinách připomínán v roce 1392 a jako jeho patron se uvádí pan Jan ze Záhorovic. Před tímto datem zde stával jen drobný dřevěný kostelík, který byl pravděpodobně zřízen mezi lety 1339–1346 na popud markrabího Karla, jenž určitou dobu svého života sídlil v blízkém Bánově. Zděný kostel zde byl vystavěn teprve v letech 1349–1357 za panování jeho mladšího bratra Jana Jindřicha a za přispění olomouckého biskupa Jana VIII. Za husitských válek kostel pravděpodobně náležel husitům, avšak i přesto byl v roce 1424 vypálen. V dalších letech pak sloužil Českým bratřím, kteří Nezdenice opustil po bitvě na Bílé hoře. Vypálen byl téměř za všech vpádů z uherské strany a do dnešního dne již naprosto ztratil svůj původní ráz. První katolický farář zde byl dosazen po téměř tři sta letech maďarským pánem vesnice Marsinayem v roce 1688. Fara z vepřovice byla ke kostelu přistavěna v roce 1705. V roce 1741 k němu byla přistavěna desetimetrová přední část s věží, nová loď (západní zeď) pochází z roku 1767. Jelikož v roce 1822 při neopatrném pálení voskových svíček fara vyhořela, vystavěli farníci novou budovu z kamene, jež byla vysvěcena 31. května 1825. V průběhu dalších let probíhaly na kostele drobné opravy, které přispěly ke zvelebení budovy. Nově byly mezi jinými zrealizovány křížová cesta (1889), kamenné schody od fary ke kostelu, kazatelna (1895), oltář (1922) a kněžská hrobka. Poslední listopadovou neděli roku 1931 došlo k vysvěcení nových zvonů a v roce 1934 byly pořízeny nové varhany. Při osvobozování obce v roce 1945 byla kostelní věž z jižní strany zasažena dělostřeleckým granátem, jenž ji téměř zničil. Po důkladné opravě byly následujícího roku vysvěceny nové zvony, k nimž přibyl i umíráček z roku 1675. Další dílčí opravy probíhaly až do listopadu 1994 a vyvrcholily demontáží věže, která byla vyzvednuta a ukotvena na ocelovou základnu. Do kopule byla uložena zpráva starosty a faráře Plachého o dění z vesnice a okolí. Elektrické hodiny byly do věže zasazeny teprve roku následujícího. Oficiální dokončení kostela se datuje k roku 1996. Náklady na poslední opravy činily 250 000 Kč. V interiéru kostela se dodnes dochovala kamenná křtitelnice z počátku 16. století zdobená erbem Ořechovských z Holubic.

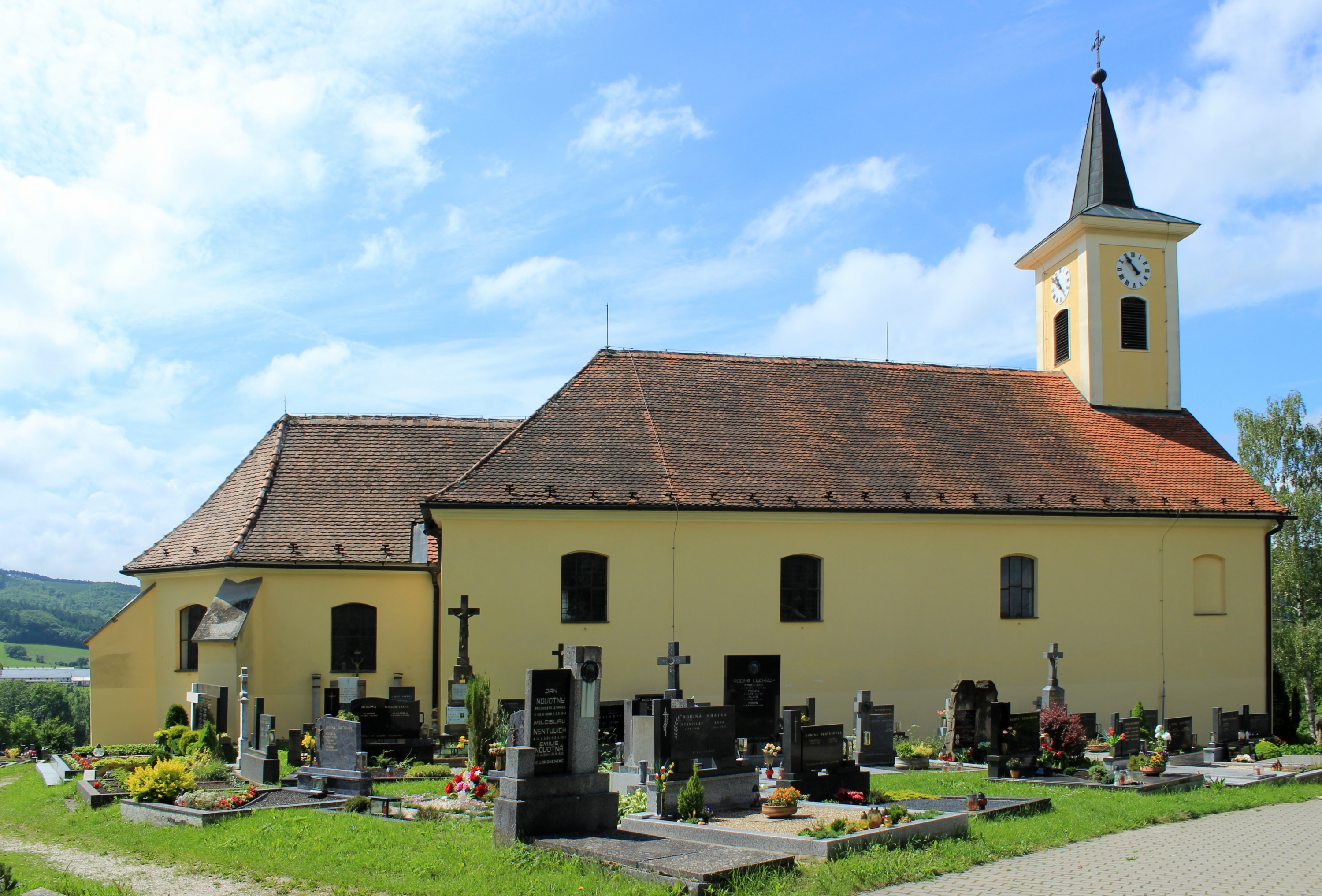
Pohled na kostel od hlavní cesty
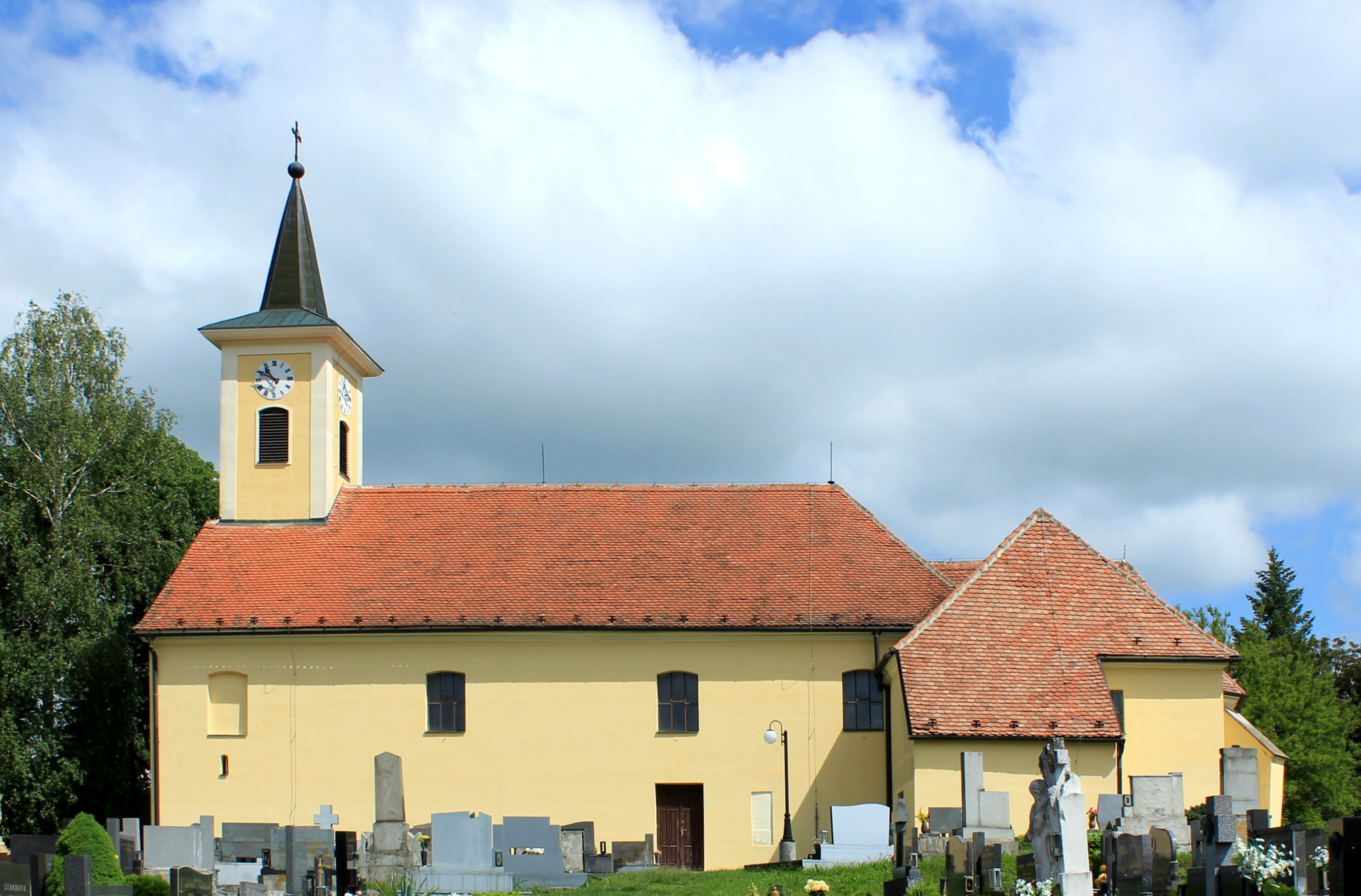
Pohled na kostel od hřbitova
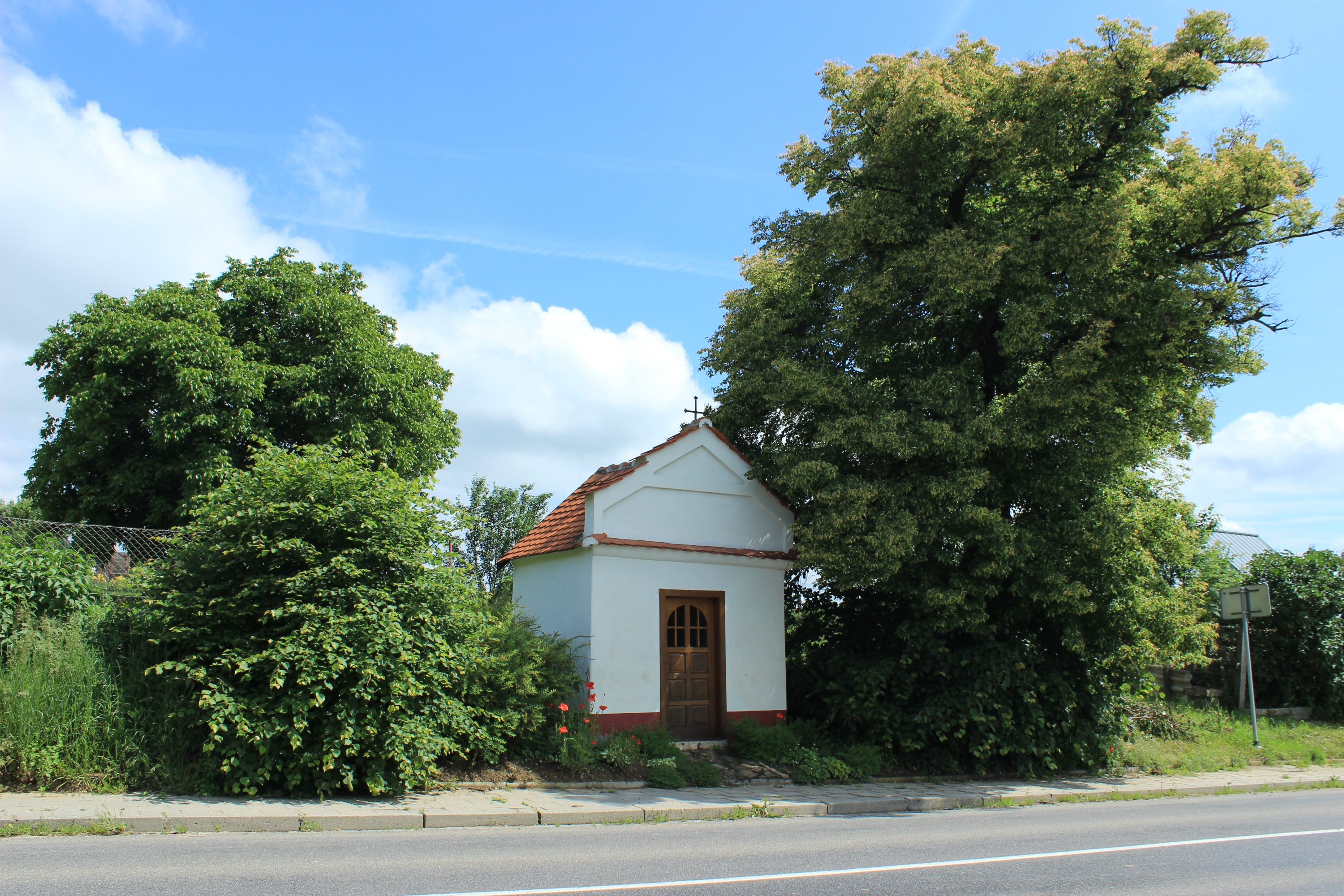
Kaplička, která je situovaná za hlavní cestou naproti kostela
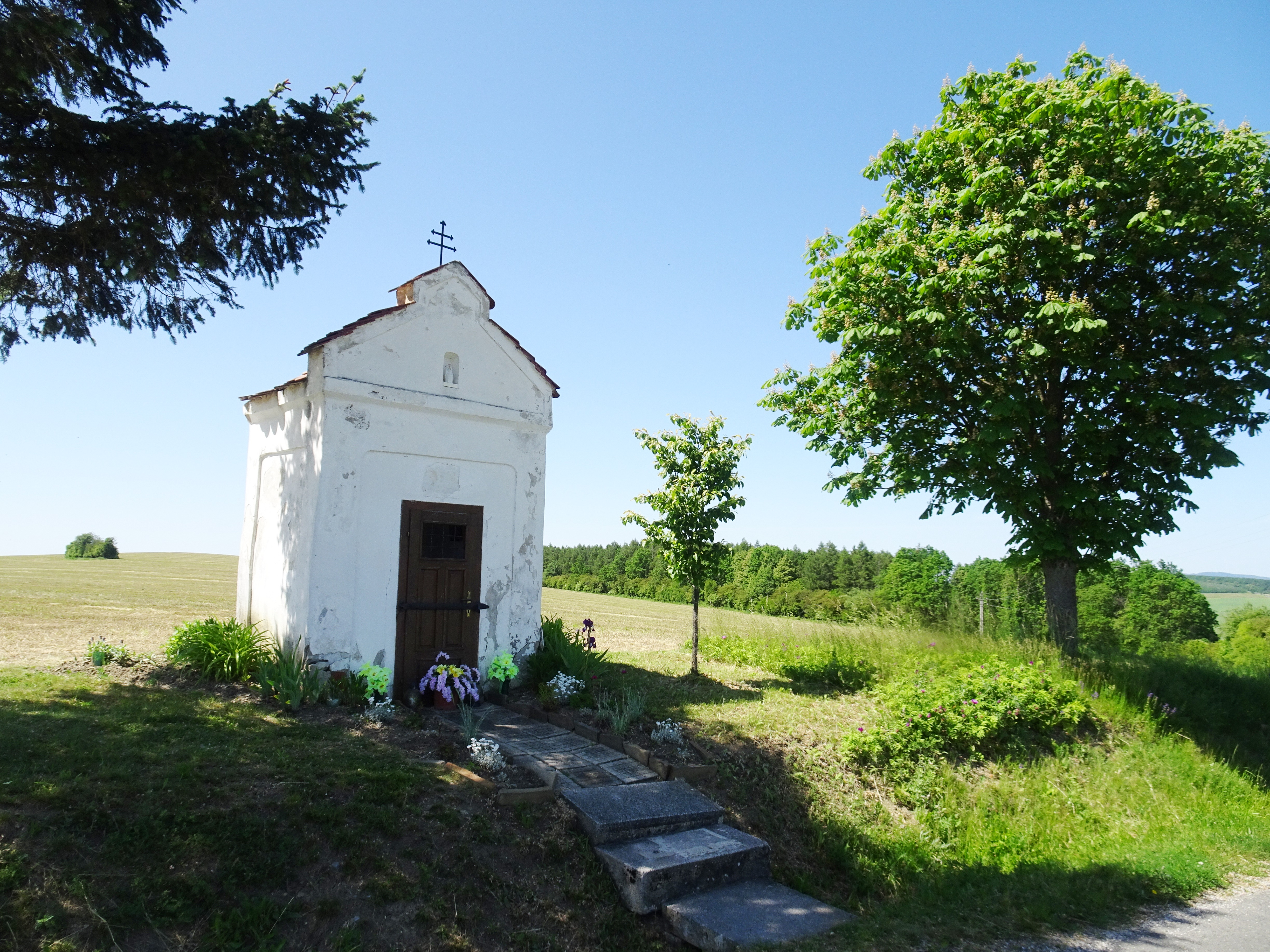
Kaplička u silnice do Bánova

### Socha svatého Jana Nepomuckého
Tato poměrně nenápadná plastika stojí čelem proti nově zrekonstruované budově nezdenského zámečku, zády pak ke starému obecnímu hřišti (tzv. Školce). Původní skulptura byla vytesaná z pískovce, v roce 1993 však byla nahrazena novou figurou ze směsi písku a lepidel. Současně byl zrekonstruován i podstavec. Odbornou asistenci při výměně zajišťoval akademický sochař Jan Jelínek.
Podle Nezdenské kroniky je mecenášem sochy občan Jan Sedlák, sídlící v domě čp. 5, jenž se v roce 1866 jako voják účastnil prusko-rakouské války, kde mu byly při šarvátce s Prusy uťaty obě ruce; jedna u ramene, druhá u lokte (údajně mu byly vydloubány i obě oči). Po jeho umístění ve vídeňské nemocnici jej navštívilo velké množství místních obyvatel a byl od nich zahrnut peněžitými dary. Po propuštění k domácímu léčení použil část darovaných peněz na výstavbu tohoto pomníčku, kterým chtěl svému patronovi poděkovat za návrat.

## Folklór

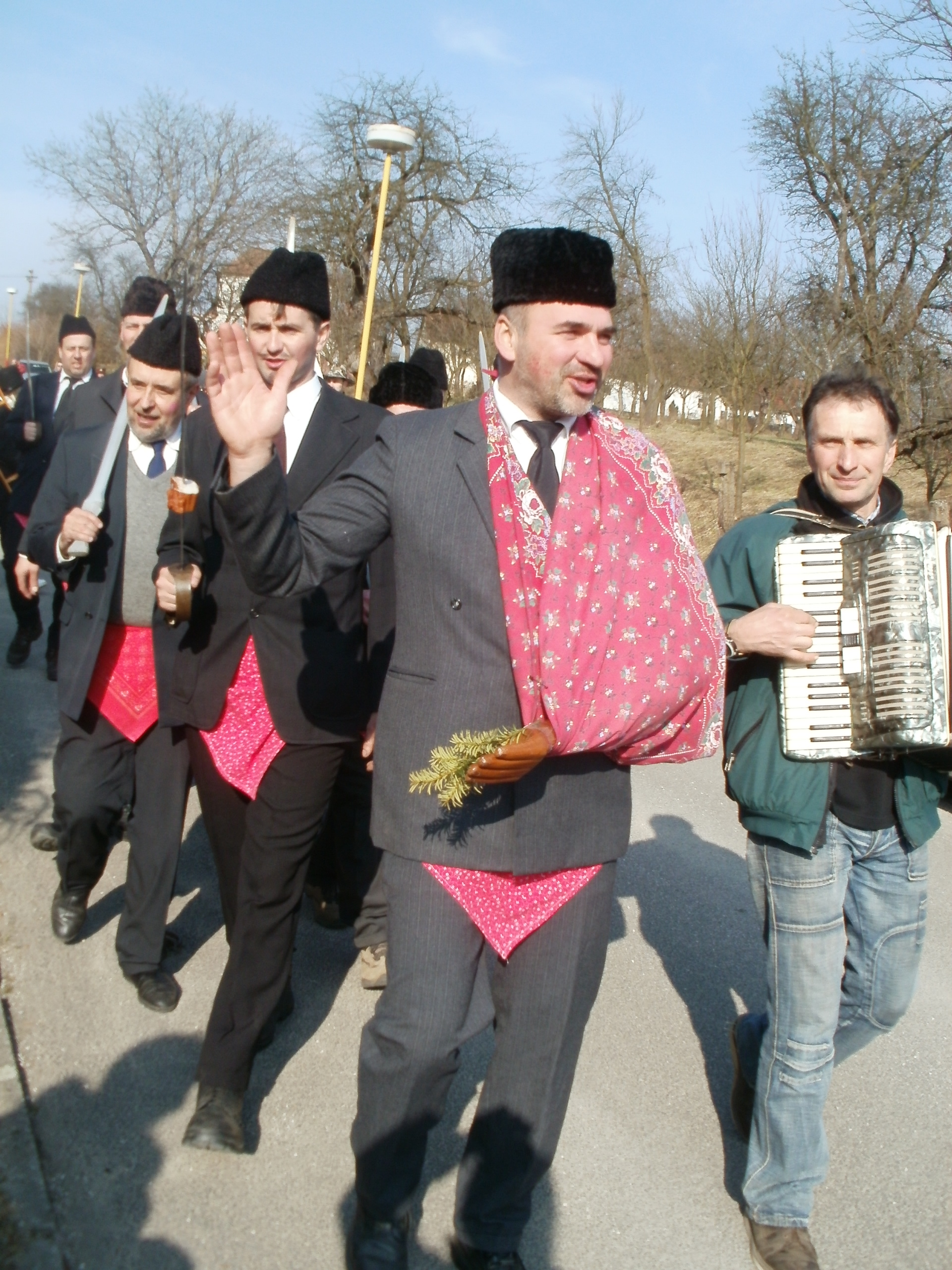
Fašankový průvod, páni s právem

Stejně jako v jiných vesnicích na Moravském Slovácku i v předválečných Nezdenicích existoval řada zvyklostí, jež svou každoroční tradicí zpestřovaly život místních obyvatel. Mezi tyto obyčeje, jenž se s postupem času, až na několik výjimek, začaly vytrácet, patřila kupříkladu nezdenská svatba. Trvala týden, přičemž se na ni sezvala polovina vesnice. Byli zvaní bratranci a sestřenice až do třetího kolena a k jejich pohoštění se zakoupila kráva a zabilo prase. Dále se napeklo množství buchet a svatební koláč, na nějž bylo potřeba mouky jako na šest pecnů chleba. Na zadělávání koláče se sezvaly všechny staré hospodyně, jež těsto mísily při tanci a zpěvu. Formu na pečení vlastnily pouze dvě rodiny ve vesnici a její vložení do pece bylo doprovázeno velkým jásotem. Po upečení se koláč nazdobil a po svatební hostině se opentlený přenášel od nevěsty k ženichovi. V pondělí před obřadem poslal ženich družby ke známým, aby přišli na hostinu, přičemž pozvaná muzika vyhrávala už od ranních hodin. V úterý byly popravky u nevěsty a ve středu přípravy na převážení šatů. Ve čtvrtek se vozily nevěstiny šaty k ženichovi.
K dalším zaniklým zvykům patří oslavy smrtné neděle, při kterých děvčata do patnácti let uťala v lese borový stromeček, ozdobila jej svatými obrázky a spolu s ním chodila dům od domu a zpívala tradiční popěvky. Hospodyně pak dívky obdarovávaly nejčastěji vejci, penězi a chlebem. Také večer na sv. Mikuláše probíhal v naprosto odlišném duchu než jaký je obvyklý v dnešních dnech. Oslavy byly veselé a hlučné. V průvodu s hudebním doprovodem, kromě známého čerta a anděla, byla přítomna smrt, husaři, kominíci, mastičkáři, medvědi, myslivci, kati aj. I každoroční fašankový maškarní průvod doznal značných změn. Původně loučení s masopustem trvalo tři dny. V neděli před obcházením masek se volil mladší a starší stárek, kteří zastupovali chasu vesnice a starali se o to, aby byl pořádek v hospodě a kostele. Obchůzky maškar, mezi nimiž nechyběli dráb, žid a obchodník, se konaly v pondělí a úterý 6 týdnů před Velikonocemi. V čele průvodu, k němuž se připojili i děvčata a chlapci z celé vesnice, kráčeli krojovaní mládenci s právem (to dodnes zastupuje dřevěná ruka) a harmonikou. Zastavovalo se dům od domu, mládenci vstoupili do světnice, kde utvořili kruh a pustili se do veselého tance s dřevěnými šavlemi. Za vybrané peníze se uspořádala muzika. Pořádek opět udržovali stárci a kdo je neuposlechl, byl vyplacen právem. Dnes maškary v čele s kapelou a krojovanými pány obchází vesnici pouze v jediném dni, tedy v sobotu. Obyvatelé vítají průvod před svými domy a veselou společnost hostí slivovicí, podávají buchty, koláče, milosti, či jiné občerstvení. Večerní zábava probíhá pod patronací některého z místních spolků (fotbalisté, SDH, SČK atd.) a její součástí je tombola a vyhlašování nejlepší masky. Neodmyslitelnou tradicí, jež byla zapomenuta a znovu zavedena v roce 1962, je pochovávání basy. Období veselosti, zábav a svateb v minulosti končilo v úterý večer před popeleční středou. Opět se pořádala muzika při níž mohla zůstat mládež pouze do deváté hodiny, zbytek zábavy do půlnoci pak patřil ženatým.